# Giuseppe Visconti di Saliceto
 (mai 2021).
Si vous disposez d'ouvrages ou d'articles de référence ou si vous connaissez des sites web de qualité traitant du thème abordé ici, merci de compléter l'article en donnant les références utiles à sa vérifiabilité et en les liant à la section « Notes et références ».
Pour les articles homonymes, voir Visconti.
Giuseppe Visconti di Saliceto, né en 1731 à Milan et mort le 9 mai 1807, est un écrivain italien.
Membre de l’Académie des Pugni, le comte Visconti di Saliceto écrivait, dans Il Caffè, sur l’hygiène et la météorologie avec, selon Gorani, « compétence et élégance de style ».